# Ekgonin
Ekgonin, vrsta psihoaktivne droge. Uvrštena je u Hrvatskoj na temelju Zakona o suzbijanju zlouporabe drogu na Popis droga, psihotropnih tvari i biljaka iz kojih se može dobiti droga te tvari koje se mogu uporabiti za izradu droga, pod Popis droga i biljaka iz kojih se može dobiti droga, pod Droge sukladno Popisu 1. Jedinstvene konvencije UN-a o drogama iz 1961. godine. Esteri i derivati koji se mogu prevesti u ekgonin i kokain tvar su čija je distribucija strogo kontrolirana. Kokain je benzoil-metilekgonin. Hidrolizom hidrolizi kiselinama ili alkalijama razlaže se na ekgonin, benzojevu kiselinu i metilalkohol. Iz biljke koke se dobiva mješavina alkaloida, koji su esteri ekgonina. Hidroliziranjem mješavine dobiva se ekgonin. Polusintetski se iz ekgonina metilacijom i esterifikacijom dobiva kokain ili drugi alkaloidi koke (cinamilkokain i alfa-truksilin). Ekgoninovi esteri nastaju u ljudskom organizmu po konzumiranju kokaina. U jetrima se brzo hidrolizira jetrenom karboksiesterazom u inaktivne metabolite ekgonin metil ester i benzoilekgonin. Ekgonin metil esteri također nastaju djelovanjem serumske pseudoholin esteraze, dok kokain može prijeći u benzoilekgonin spontanom hidrolizom. Karboksi esteraza u prisustvu alkohola katalizira transesterifikaciju kokaina (ekgonin metil ester) u kokaetilen (benzoilekgonin etil ester).